# Gene Ammons
Gene Ammons, född 14 april 1925 i Chicago, död 6 augusti 1974, var en amerikansk jazzmusiker, tenorsaxofonist.
Ammons blev efter ett genombrott som solist i Billy Eckstines orkester 1944–1945 orkesterledare för en rad mindre grupper, men tvingades till längre avbrott i sin musikkarriär på grund av drogmissbruk. Han förenade bebopens tonspråk med äldre swingstil och gospelmusik. Ammons spelade in många skivor tillsammans med bland andra Sonny Stitt, bland dessa märks Boss Tenor (1960) och Soul Summit (1962).

## Diskografi
- Funky (1957)